# یکشنبه خونین (۱۹۰۵)

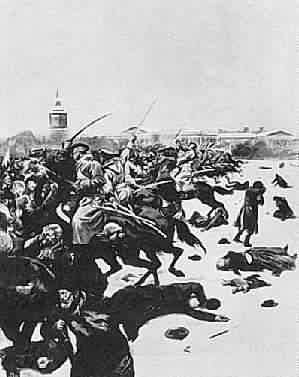
نقاشی از حمله سواران تزار به تظاهرکنندگان در یکشنبه خونین

یکشنبه خونین (به روسی: Кровавое воскресенье) نامی است که به کشتار مردم روسیه در روز ۲۲ ژانویه (۹ ژانویه در تقویم قدیم) سال ۱۹۰۵ داده شده است. در این روز، چهار هزار نفر از مردم غیر مسلح روسیه توسط سربازان نیکلای دوم، کشته یا زخمی شدند.
در روز ۲۲ ژانویه ۱۹۰۵ میلادی، چند هزار نفر از کارگران اعتصابی روسیه برای تقدیم عریضه‌ای به تزار در تظاهراتی آرام و با خواندن سرودهای مذهبی (من‌جمله «خداوند تزار را حفظ کند») به سمت کاخ او حرکت کردند. در این عریضه درخواست‌هایی همچون بهبود شرایط کار، دستمزدهای عادلانه‌تر و کاهش ساعات کار به هشت ساعت و نیز پایان دادن به جنگ روسیه و ژاپن و نیز اعمال حق رأی عمومی مطرح شده بود. پیش‌زمینه این تظاهرات به یک ماه قبل از آن مربوط می‌شد یعنی زمانی که ۸۰ هزار نفر در شهر مسکو دست به اعتصاب زدند و پایتخت از برق و روزنامه محروم شد.
سازمان‌دهنده این تظاهرات یک کشیش مسیحی به نام گاپون بود که به بهبود وضعیت اسفناک کارگران علاقه نشان می‌داد. بعدها وی از روسیه فرار کرد و سال‌ها بعد، پیش دوستی اعتراف کرد که با پلیس مخفی امپراتوری روسیه همکاری داشته است. گاپون توسط همین دوست به قتل رسید.
طرفداران گاپون از همان ابتدا افراد جمعیت را بازرسی بدنی کرده بودند تا کسی سلاح همراه نداشته باشد و تظاهرات و تقدیم عریضه در آرامش انجام شود. ولی سربازان نیکلای دوم به روی مردم آتش گشودند و صدها نفر در خون غلتیدند. مطابق آمار دولتی در این واقعه ۶۰۰ نفر کشته و ۳۳۳ نفر زخمی شدند. مخالفین تزار تعداد کشته شدگان را ۴۰۰۰ نفر اعلام کردند. برخی دیگر گفته‌اند: در این روز حدود ۱۰۰۰ نفر به قتل رسیدند.
واقعه یکشنبه خونین باعث شد تا دیدگاهی که بسیاری از مردم فرودست روسیه نسبت به تزار داشتند و به او به چشم پدری مهربان نگاه می‌کردند از بین رفت و جای خود را به درگیری رو در رو میان مردم و حکومت تزاری داد. پس از یکشنبه خونین، فعالیت‌های مبارزاتی علیه حکومت تزاری، شدت گرفت و به انقلاب ۱۹۰۵ روسیه انجامید.